# Cap de mouton
Les caps de mouton sont des palans constitués de l'association de deux pièces de bois dur, circulaires avec une gorge et percées généralement de trois trous. 
Les haubans, sur les voiliers traditionnels, sont fixés aux cadènes par leur intermédiaire, et raidis (ridés) ensuite par une ride passant dans les trous. Sur les voiliers modernes, ils sont remplacés par les ridoirs.

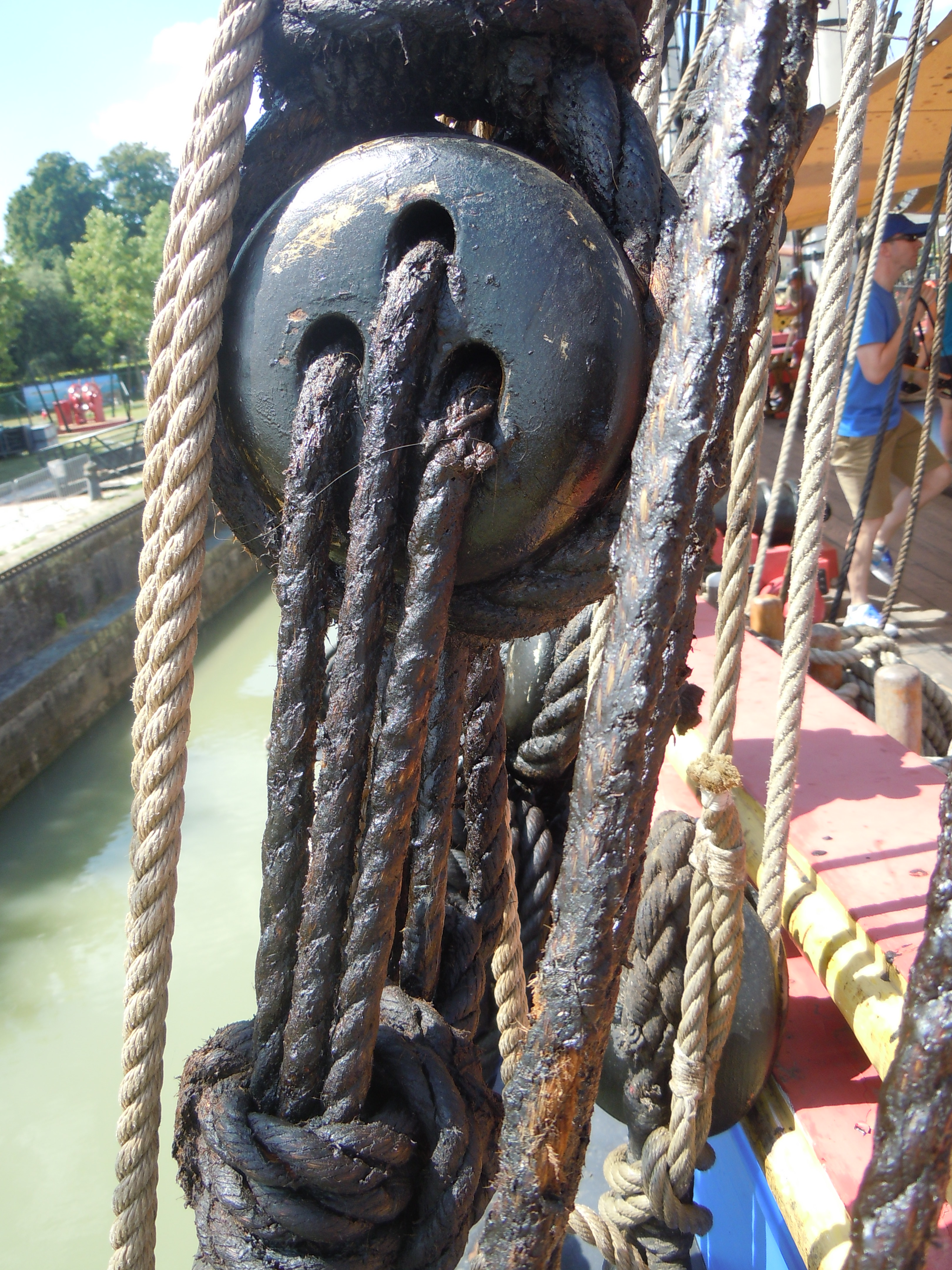
Cap de mouton à bord de l'Hermione.
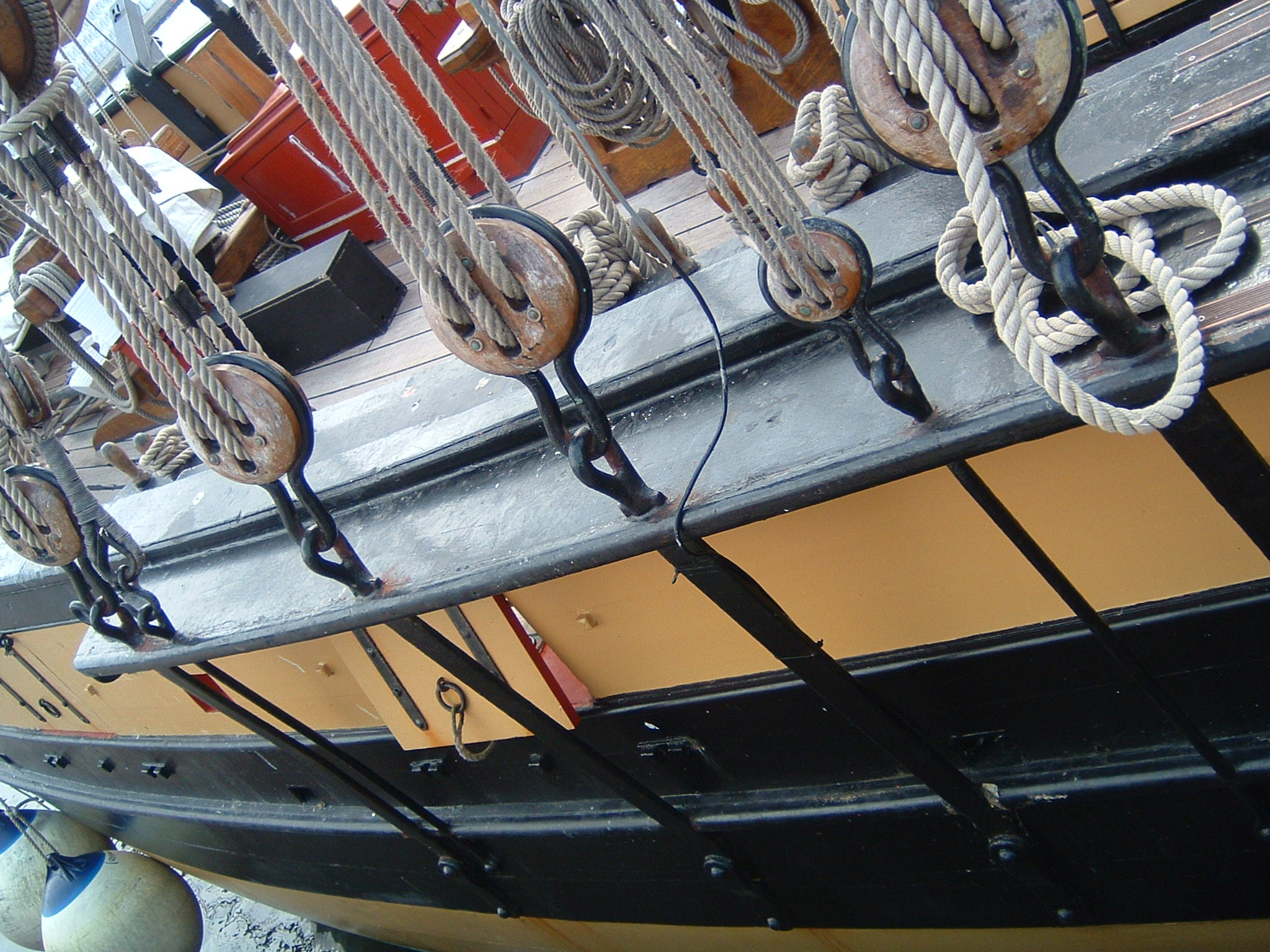
Ensemble de caps de mouton d'un gréement traditionnel (le Renard).